# Ilhéu de Cima (Madeira)
Ilhéu de Cima ist eine kleine, unbewohnte Insel in der portugiesischen autonomen Region Madeira.

## Geographie
Die Insel liegt rund einen Kilometer östlich der zur Inselgruppe Madeira gehörenden Insel Porto Santo. Die langgestreckte Insel ist in Ost-West-Richtung etwa 1,2 km lang, bis zu 500 m breit und erreicht eine Höhe von 111 m über dem Meer. Mit einer Fläche von 32 ha (0,32 km²) ist sie nach der Ilhéu da Cal die zweitgrößte der Porto Santo vorgelagerten Eilande, der sogenannten Ilhéus do Porto Santo. Wie sämtliche dieser Eilande ist auch Ilhéu de Cima ein Natura-2000-Schutzgebiet. Im Osten der Insel befindet sich der 1900 erbaute und 15 m hohe Leuchtturm Farol do Ilhéu de Cima.